# Fantine
Fantine é um personagem fictício do romance de Victor Hugo, Os Miseráveis, de 1862. Ela é uma jovem grisette em Paris que engravida de um estudante rico. Depois que ele a abandona, ela é forçada a cuidar de sua filha, Cosette, sozinha. Originalmente uma garota bonita e ingênua, Fantine acaba sendo forçada pelas circunstâncias a se tornar uma prostituta, vendendo seu cabelo e dentes da frente, perdendo sua beleza e saúde. O dinheiro que ela ganha é enviado para sustentar sua filha.
Ela foi tocada pela primeira vez no musical por Rose Laurens na França, e quando o musical chegou à Inglaterra, Patti LuPone interpretou Fantine no West End. Fantine já foi interpretado por várias atrizes.
Fantine tornou-se um arquétipo de abnegação e maternidade devotada. Ela foi retratada por muitas atrizes em versões de palco e tela da história e foi retratada em obras de arte.

## No romance

### Descrição
Hugo apresenta Fantine como uma das quatro jovens encantadoras ligadas a estudantes jovens e ricos. "Ela se chamava Fantine porque nunca foi conhecida por nenhum outro nome..." Ela é descrita como tendo "ouro e pérolas como dote; mas o ouro estava em sua cabeça e as pérolas em sua boca". Hugo elabora: "Fantine era justa, sem estar muito consciente disso. Ela era justa nos dois sentidos — estilo e ritmo. O estilo é a forma do ideal, o ritmo é seu movimento."

### Tholomyès e Cosette
Fantine era apaixonada por um estudante chamado Félix Tholomyès. Seus amigos Listolier, Fameuil e Blachevelle também namoravam Dhália, Zéphine e Favourite. Um dia, os quatro convidaram as quatro mulheres para um passeio. Eles terminam o dia em um restaurante, e no final eles vão embora e deixam para elas uma carta de despedida. Enquanto os cinco jovens tomam isso com bom humor e riem, Fantine mais tarde chora. Tholomyès era pai de sua filha ilegítima, Cosette, e Fantine é deixada para cuidar dela sozinha.

### Os Thénardiers
Fantine decide deixar Paris e voltar para sua cidade natal quando Cosette tem aproximadamente três anos. Ela passa por Montfermeil e conhece os Thénardiers, que são donos de uma pousada. Ela pede para senhora Thénardier cuidar de Cosette quando vê as suas filhas Éponine e Azelma brincando. Eles concordam em fazê-lo, contanto que ela envie sete francos por mês para as despesas da menina, sendo seis meses de adiantamento mais quinze francos para as primeiras despesas e também o enxoval da menina. Ela arruma trabalho na fábrica de Madeleine (Jean Valjean), prefeito de Montreuil-sur-Mer, e pede a um escritor-público para escrever as suas cartas aos Thénardiers, já que ela não sabe escrever. No entanto, não sabia que os Thénardiers severamente abusavam de Cosette e que a obrigava a ser uma escrava na sua pousada. Ela também não tem conhecimento de que as cartas que enviam para pedir dinheiro para Cosette são uma maneira fraudulenta de extorquir dinheiro dela para si mesmos.

### Demissão
Uma mulher intrometida, senhora Victurnien, descobre que Fantine é uma mãe solteira, e devido aos comentários na cidade ela é despedida pela supervisora da fábrica, sem o conhecimento do prefeito. Fantine começa a trabalhar em casa, ganhando doze soldos por dia, enquanto os custos de alojamento de Cosette aumentam para doze francos. Ela fica doente com uma tosse e febre. Ela também não sai devido a vergonha que ela enfrentaria da cidade.
Os Thénardiers em seguida enviam uma carta dizendo que precisam de dez francos para que eles possam "comprar" uma saia de lã para Cosette. Para comprar a saia, Fantine  acaba vendendo o cabelo. Ela então diz: "Minha filha não sentirá mais frio, a vesti com os meus cabelos." No entanto, ela logo começa a detestar o prefeito, por achar que ele é o culpado pelos seus infortúnios. Mais tarde, ela arruma um amante, só para ele bater nela e depois abandoná-la.
Os Thénardiers enviam outra carta dizendo que precisam de quarenta francos para comprar um remédio para Cosette que ficou "doente" de febre Miliar. Desesperada por dinheiro, Fantine vende a um dentista seus dois dentes da frente, conseguindo os quarenta francos.

### Prostituição

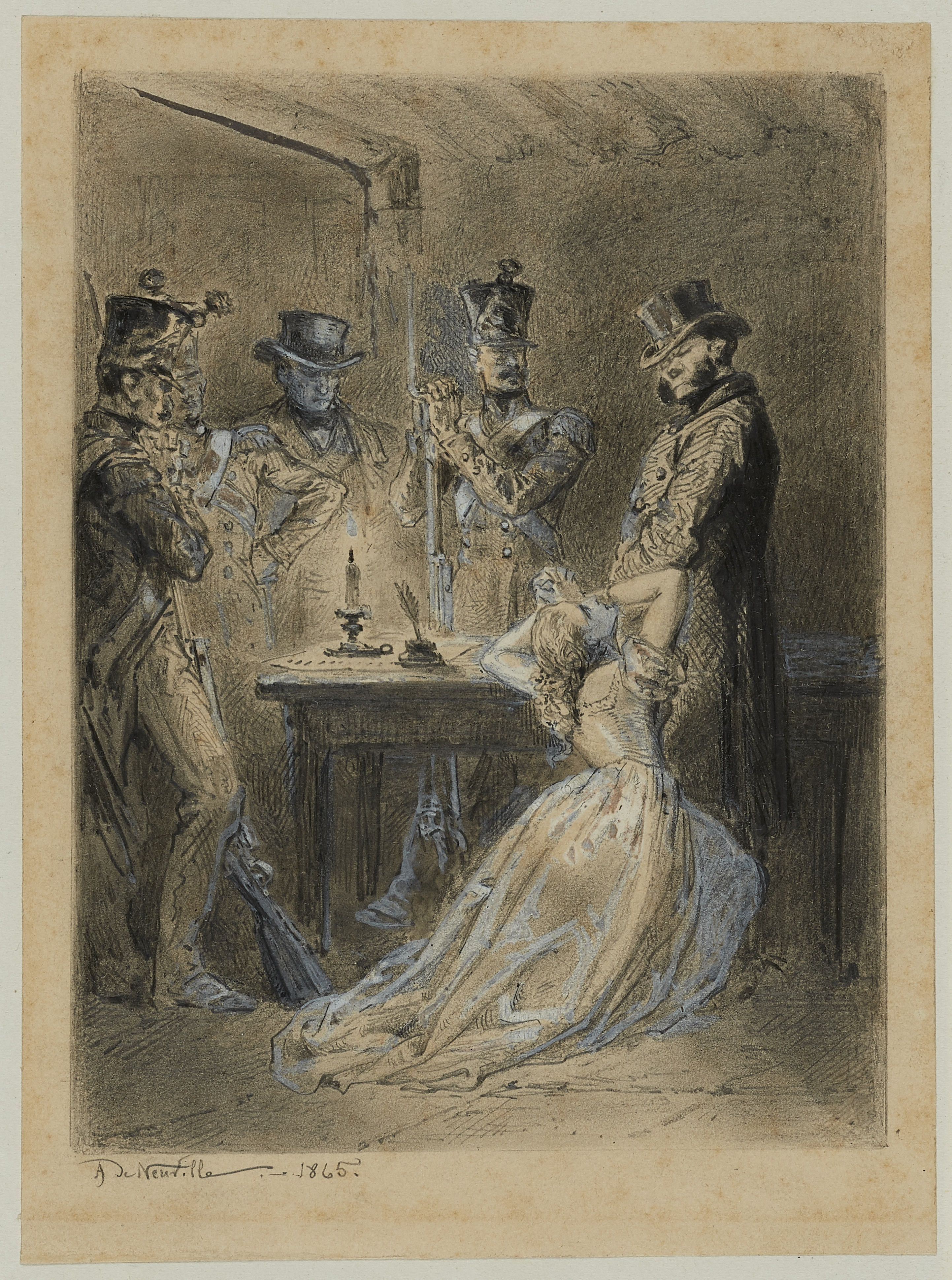
Fantine aos pés de Javert

Enquanto isso, a saúde de Fantine e suas próprias dívidas pioram, enquanto as cartas dos Thénardiers continuam a chegar e as suas exigências financeiras tornam-se mais caras. A fim de continuar a ganhar dinheiro para Cosette, Fantine se torna uma prostituta. Durante uma noite de janeiro, um dândi chamado Bamatabois a insulta e joga neve em suas costas, quando ela o ignora. Fantine o ataca ferozmente. Javert, o inspector de polícia da cidade, imediatamente a detêm, enquanto Bamatabois fogem. Ela implora para ser solta, mas a sentença de Javert é de seis meses de prisão. Valjean chega para ajudar Fantine, mas ao vê-lo, ela cospe na cara dele. As ordens de Valjean a Javert é de libertar Fantine, que ele faz com relutância. Valjean vem a descobrir as razões porque Fantine se tornou uma prostituta e por que ela atacou Bamatabois. Ele sente pena de Fantine e Cosette, e diz a ela que vai recuperar sua filha. Ele envia Fantine para sua enfermaria, sofrendo de uma doença que provavelmente é tuberculose.

### Morte
Após Valjean revelar sua verdadeira identidade no julgamento de Champmathieu, ele volta a cidade para ver Fantine. Ela pergunta sobre Cosette, e o médico lhe diz que Cosette chegou. Ela fica feliz e até mesmo erroneamente pensa que ouve Cosette rindo e cantando. De repente, ela e Valjean veem Javert. Valjean tenta pedir a Javert três dias para buscar Cosette, mas ele recusa-se ruidosamente. Fantine percebe que Cosette não está ali e freneticamente pergunta onde ela está. Javert impacientemente grita para Fantine ficar em silêncio e, além disso, conta a verdadeira identidade de Valjean. Chocada com estas revelações, ela sofre um grave ataque, cai para trás em sua cama e morre. Valjean, em seguida, caminha para Fantine, sussurra em seu ouvido e beija sua mão. O corpo de Fantine é jogado em uma cova pública.

## Personagem

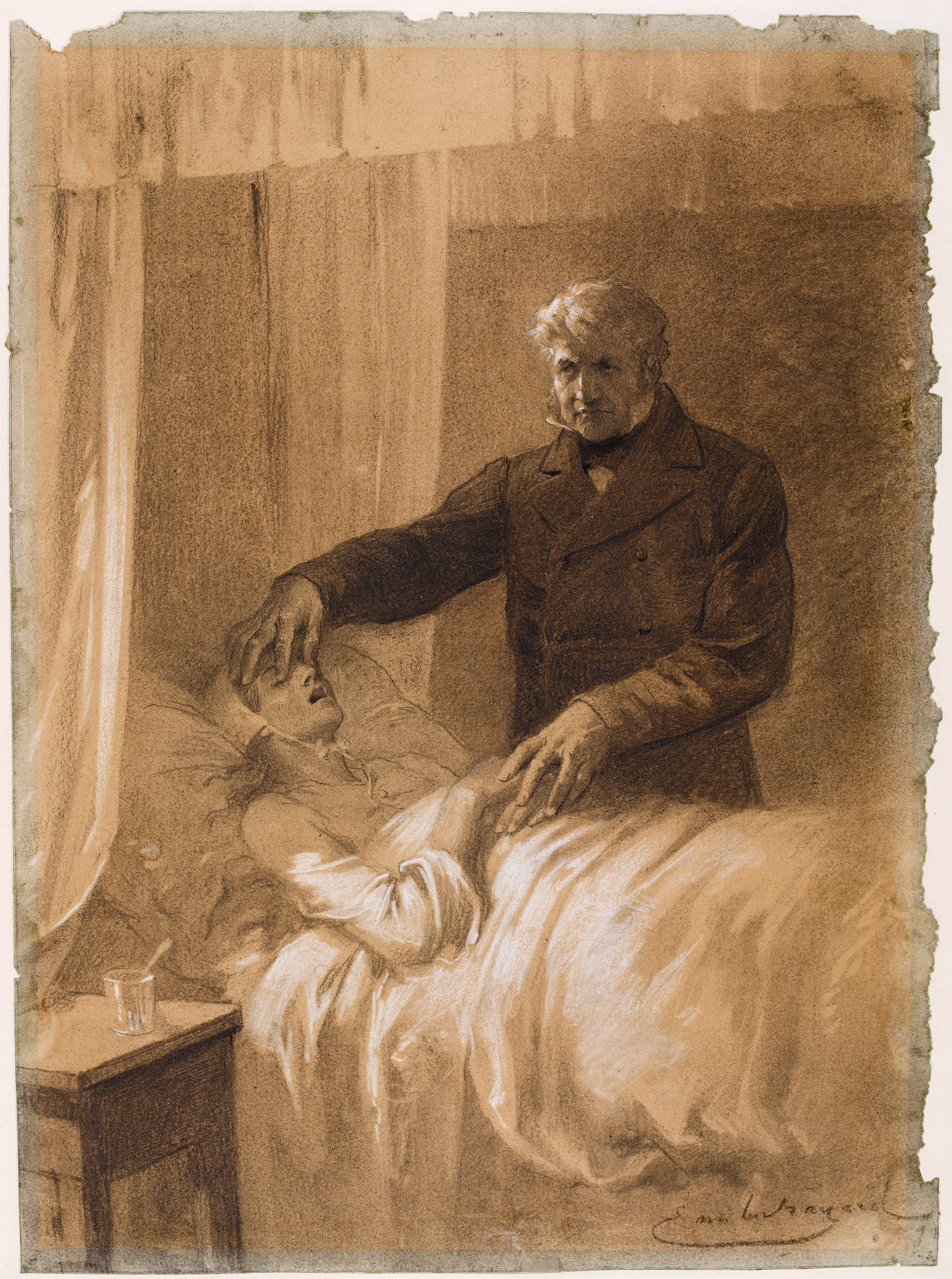
Morte de Fantine. Valjean, como o Prefeito Madeleine, fecha os olhos dela

Fantine tem sido interpretada como uma figura de prostituta sagrada que se torna uma mãe por excelência ao sacrificar seu próprio corpo e dignidade com o objetivo de garantir a vida de seu filho. Ela é um exemplo do que tem sido chamado de "o clichê da prostituta salva e santa que permeia a ficção do século XIX", que também se encontra nos escritos de Fiódor Dostoiévski, Liev Tolstói e Charles Dickens. Oscar Wilde a apresentou como uma figura cujo sofrimento a torna adorável, escrevendo sobre a cena depois que ela tirou os dentes, que "Corremos para beijar a boca sangrenta de Fantine". Kathryn M. Grossman diz que se move para uma forma de "santidade materna" e que "quando Madeleine (pseudônimo de Valjean como prefeito) afirma que permaneceu virtuosa e santa diante de Deus, Fantine pode finalmente liberar seu ódio e amar os outros novamente. Ou melhor, é porque ele percebe a realidade além de sua aparência que ela acha o prefeito digno de uma devoção renovada.
John Andrew Frey argumenta que o personagem tem um significado político. Fantine é "um exemplo de como as mulheres do proletariado foram brutalizadas na França do século XIX... Fantine representa a profunda compaixão de Hugo pelo sofrimento humano, especialmente pelas mulheres nascidas em baixa condição". Mario Vargas Llosa tem uma visão menos positiva, argumentando que Hugo na verdade pune Fantine por sua transgressão sexual, fazendo-a sofrer tão horrivelmente. "Que desastres se seguem de um pecado da carne! Em matéria de sexo, a moralidade de Os Miseráveis combina perfeitamente com a interpretação mais intolerante e puritana da moral católica."
A imagem de Fantine como um símbolo santo da vitimização feminina aparece nos escritos do líder sindical Eugene V. Debs, fundador do Industrial Workers of the World. Em 1916 escreveu o ensaio Fantine in our Day, no qual comparava os sofrimentos de Fantine às mulheres abandonadas de sua época:
O próprio nome de Fantine, a garota alegre, inocente e confiante, a jovem mãe inocente, traída, auto-imoladora, a espoliada, suja, caçada e santa mártir da maternidade, do amor infinito de seu filho, toca lágrimas e assombra a lembrança como um sonho melancólico... Fantine - filha da pobreza e da fome - a menina arruinada, a mãe abandonada, a prostituta perseguida, permaneceu até a hora de sua trágica morte casta como virgem, imaculada como uma santa no santuário sagrado de sua própria alma pura e imaculada. A vida breve, amarga e maldita de Fantine resume a história medonha dos Fantines perseguidos e perecendo da sociedade moderna em todas as terras da cristandade.

## No musical
Fantine é um dos personagens centrais no musical de mesmo nome.

### Diferenças no musical
- O relacionamento de Fantine com o pai de Cosette dura alguns meses ("Ele dormiu um verão ao meu lado... Ele encheu meus dias de maravilhas sem fim... Ele levou minha infância em seu caminho... Mas ele se foi quando o outono chegou" ). Na novela, eles estão juntos há três anos, e Cosette já tem dois anos quando Fantine é abandonada.
- Em vez de ser demitida por uma supervisora por ser mãe solteira, uma colega de trabalho rouba sua carta dos Thénardiers alegando outra necessidade de dinheiro; a trabalhadora presume que ela é uma prostituta para cobrir suas dívidas com os baixos salários. Valjean vê isso, mas deixa isso para seu capataz; o capataz, tendo seus avanços rejeitados por Fantine, a despede.
- Fantine não é analfabeta e não vende os dentes, mas vende dois dentes na adaptação cinematográfica do musical, como no romance ("Você vai ter duas vezes se eu levar dois", o médico cantou dando a entender que eles tiraram dois dentes).
- Bamatabois quer comprar os serviços de Fantine e fica irritado quando ela rejeita seus avanços. No romance, ele é um jovem vagabundo que a humilha colocando neve em seu vestido como se ela fosse um objeto de diversão.
- Fantine morre pacificamente no hospital com Valjean ao seu lado depois de confiar a ele Cosette. Javert nunca revela a verdadeira identidade de Valjean para ela, pois ele chega após sua morte.
- Fantine aparece como um fantasma para acompanhar Valjean ao céu. No romance, por outro lado, Valjean a descreve para Cosette em seu leito de morte.

### Canções
Fantine é destaque nas seguintes canções no musical:
- At the End of the Day - Fantine, que trabalha na fábrica de Jean Valjean (também conhecido por Madeleine), é exposta por uma outra trabalhadora como tendo uma filha secreta depois de receber uma carta de Thénardier.
- I Dreamed a Dream - A canção solo de Fantine. Ela foi abandonada pelo homem que amava, o pai de Cosette.
- Lovely Ladies - Fantine encontra-se entre as prostitutas. Ela começa a ficar doente.
- Fantine's arrest - Um homem, Bamatabois, quer comprar os serviços de Fantine, mas ela o rejeita. Depois ele brinca com ela, e ela bate nele. Quando Javert chega, Bamatabois diz que ele "estava atravessando o Parque", quando ela o "ataca". Javert a prende por "perturbar a paz", mas Valjean intervém. Depois de ouvir a história Fantine, ele quer que ela vá ao médico e não seja enviada para a prisão, para o terror de Javert.
- Come to Me (Morte de Fantine) – Morrendo, Fantine tem alucinações e pensa que Cosette está na enfermaria com ela. Valjean chega e promete proteger e cuidar de sua filha. Fantine morre ao lado dele logo depois.
- O Confronto (silêncio) - Valjean e Javert confrontam-se à cabeceira de Fantine. Valjean, em seguida, caminha para o corpo de Fantine e promete que "vai viver dentro de (seu) cuidado" e que "irá aumentar a sua luz."
- Death Valjean - Fantine retorna como um fantasma e acompanha Valjean para o céu, louvando-o por ter cuidado de sua filha até a idade adulta.

## Adaptações
Desde a publicação original de Os Miseráveis em 1862, o personagem de Fantine tem estado em um grande número de adaptações em vários tipos de mídia baseados no romance, incluindo livros, filmes, musicais, peças de teatro e jogos. Anne Hathaway ganhou o Oscar de Melhor Atriz Coadjuvante por interpretar Fantine na adaptação cinematográfica de 2012 de Os Miseráveis .